# بهائیت در ترکمنستان
اعتقاد به بهائیت در ترکمنستان قبل از گسترش روسیه به منطقه، زمانی که این منطقه تحت نفوذ ایران بود، آغاز می‌شود.
در سال ۱۸۸۷ گروهی از بهائیان که به دلیل خشونت‌های مذهبی در ایران به ترکمنستان مهاجرت کرده بودند مرکز مذهبی بهائیان در عشق‌آباد را بنا نهادند. مدتی بعد - تا سال ۱۸۹۴ - روسیه، ترکمنستان را بخشی از امپراتوری روسیه ساخت. در این حین ایمان به بهائیت در امپراتوری روسیه گسترش یافتو توجه دانشمندان و هنرمندان را به خود جلب کرد، جامعه بهائیان در عشق آباد، نخستین مشرق‌الاذکار بهائیان را ساخت، یکی از اولین محافل روحانی بهائی را انتخاب کرد و یک مرکز بورس تحصیلی را راه‌اندازی نمود. در دوران شوروی، آزار و شکنجه دینی باعث شد جامعه بهائی تقریباً ناپدید شود، با این حال بهائیان که در دهه ۱۹۵۰ به این مناطق منتقل شده بودند، افرادی را که هنوز به مذهب پیوند داشتند، شناسایی کردند. پس از انحلال اتحاد جماهیر شوروی در اواخر سال ۱۹۹۱، جوامع بهائی و محافل روحانی خود را در سراسر کشورهای اتحاد جماهیر شوروی سابق توسعه دادند. در سال ۱۹۹۴، ترکمنستان محفل روحانی ملی خود را انتخاب کرد اما قوانینی که در سال ۱۹۹۵ در ترکمنستان تصویب شد، ۵۰۰ نفر از پیروان مذهبی بزرگسال در هر منطقه برای ثبت نام نیاز داشتند ولی هیچ جامعه بهائی در ترکمنستان نمی‌توانستند این نیاز را برآورده کنند. چنان‌که تا سال ۲۰۰۷ همچنان از رسیدن به حداقل تعداد پیروان برای ثبت نام ناکام مانده، و خانه‌های خود را برای نشر ادبیات بهائی در اختیار گذاردند.

## تاریخ منطقه

### جامعه عشق‌آباد

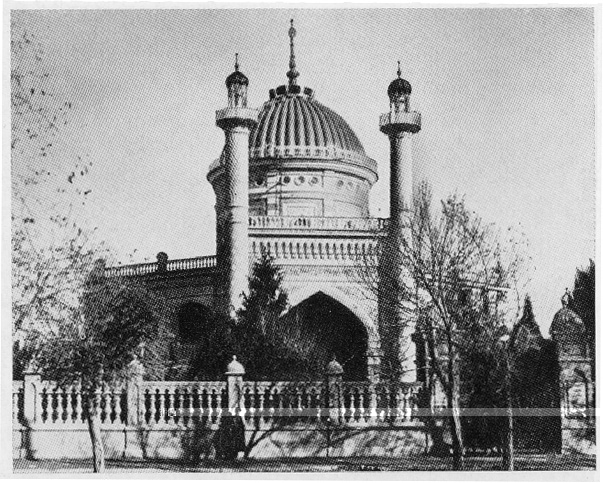
نخستین مشرق‌الاذکار بهائیان که در عشق‌آباد بنا نهاده شد.

جامعه بهائی عشق آباد در حدود سال ۱۸۸۴ و توسط عمده پناهندگان مذهبی ایران تأسیس شد.
یکی از برجسته‌ترین اعضای جامعه، میرزا ابوالفضل گلپایگانی، از نخستین پیروان بهاءالله بود که طی سالهای ۱۸۸۹ تا ۱۸۹۴ در عشق‌آباد زندگی می‌کرد. زمان کوتاهی پس از مهاجرت به آنجا، یکی از بهائیان به نام  محمد رضا اصفهانی به قتل رسید و میرزا ابوالفضل، به جامعه بهائی کمک کرد تا به این رویداد پاسخ دهند و بعدها سخنگوی جامعه بهائیان در دادگاه محاکمه قاتل  محمدرضا اصفهانی شد. این واقعه جدائی ادیان اسلام و بهائیت را بر دولت روسیه و اهالی عشق‌آباد اثبات نمود.
تحت حفاظت و آزادی مقامات روسیه، تعداد بهائیان جامعه تا سال ۱۹۱۸ به ۴۰۰۰نفر (۱۰۰۰ کودک) افزایش یافت و برای اولین بار در هر جای دنیا یک جامعه واقعی بهائیان تأسیس شد که برای خودش دارای بیمارستان، مدارس، کارگاه‌ها، روزنامه‌ها، گورستان و خانه عبادت بود.در این زمان جمعیت شهر عشق‌آباد مابین ۴۴ الی ۵۰ هزار نفر بود.
نخستین مشرق‌الاذکار بهائیان در عشق‌آباد بنا نهاده شد. طراحی ساختمان در سال ۱۹۰۲ آغاز و ساخت و ساز آن در سال ۱۹۰۸ و تحت نظارت محمدتقی وکیل‌الدوله تکمیل شد.